# Larnage
Larnage é uma comuna francesa na região administrativa de Auvérnia-Ródano-Alpes, no departamento de Drôme. Estende-se por uma área de 9,08 km². Em 2010 a comuna tinha 1 111 habitantes (densidade: 122,4 hab./km²).